# Александер, Эрик (футболист)
Э́рик Алекса́ндер (англ. Eric Alexander; 14 апреля 1988, Портидж, Мичиган, США) — американский футболист, полузащитник. Выступал за сборную США.

## Карьера

### Молодёжная карьера
Во время обучения в Индианском университете в Блумингтоне в 2006—2009 годах Александер играл за университетскую футбольную команду в NCAA.
В периоды летних межсезоний в колледжах также выступал в Премьер-лиге развития USL за команды «Каламазу Кингдом», «Уэст Мичиган Эдж» и «Каламазу Аутрейдж».

### Клубная карьера
На Супердрафте MLS 2010 Александер был выбран в третьем раунде под 44-м номером клубом «Даллас». Его профессиональный дебют состоялся 27 марта в матче стартового тура сезона 2010 против «Хьюстон Динамо», в котором он вышел на замену на 55-й минуте вместо травмировавшегося Кайла Дейвиса. 14 августа в матче против «Ди Си Юнайтед» забил свой первый гол в профессиональной карьере.
19 августа 2011 года Александер был обменян в «Портленд Тимберс» на Джереми Холла. За «Тимберс» дебютировал 24 августа в матче против «Чивас США», выйдя на замену и отыграв 19 минут.
11 февраля 2013 года Александер перешёл в «Нью-Йорк Ред Буллз» за распределительные средства. За свой новый клуб дебютировал в матче против своего бывшего клуба «Портленд Тимберс» в стартовом туре сезона 2013 3 марта, где вышел на замену в компенсированное время ко второму тайму вместо Косукэ Кимуры. 10 марта в матче против «Сан-Хосе Эртквейкс» забил свой первый гол за ньюйоркцев. Александер помог «Нью-Йорк Ред Буллз» выиграть их первый большой трофей — Supporters’ Shield за победу в регулярном чемпионате сезона 2013.
27 января 2015 года Александер вместе с Амбруазом Ойонго, распределительными средствами и местом иностранного игрока был обменян в «Монреаль Импакт» на Фелипе и первое место в рейтинге распределения. За квебекский клуб дебютировал 7 марта в матче стартового тура сезона 2015 против «Ди Си Юнайтед», заменив на 76-й минуте Игнасио Пьятти.
22 июля 2016 года Александер перешёл в «Хьюстон Динамо» за общие и целевые распределительные средства. Дебютировал за хьюстонское «Динамо» 31 июля в матче против «Сан-Хосе Эртквейкс», выйдя на замену на 60-й минуте вместо Коллена Уорнера. 6 мая 2017 года в матче против «Орландо Сити» Александер в результате падения на его ногу форварда соперников Кайла Ларина получил растяжение внутренней боковой связки правого колена, что выбило его из строя на три с лишним месяца. 21 апреля 2018 года в матче против «Торонто» Эрик забил свой первый гол за «Хьюстон».
ФК «Цинциннати» выбрал Александера на драфте расширения MLS, состоявшемся 11 декабря 2018 года. 2 марта 2019 года в дебютном матче новообразованной франшизы в MLS, в игре первого тура сезона против «Сиэтл Саундерс», вышел в стартовом составе, но во втором тайме был заменён на Даррена Мэттокса. 6 августа 2019 года «Цинциннати» поместил Александера в список отказов.
9 августа 2019 года Александер присоединился к «Далласу», вернувшись в клуб, где начал свою карьеру. По окончании сезона 2019 контракт игрока с клубом истёк.

### Международная карьера
21 декабря 2010 года Александер получил вызов в сборную США, в тренировочный лагерь перед товарищеской игрой со сборной Чили. В матче, состоявшемся 22 января 2011 года, выйдя на замену на 83-й минуте вместо Алехандро Бедойи, дебютировал за американскую сборную. После трёхлетнего перерыва, 3 января 2014 года Александер был вновь вызван в сборную США, в тренировочный лагерь в рамках подготовки к Чемпионату мира 2014, завершавшийся товарищеской игрой со сборной Южной Кореи. В матче, состоявшемся 1 февраля 2014 года, заменив на 82-й минуте Грэма Зуси, сыграл свой второй матч за звёздно-полосатую дружину.

## Достижения
Командные
 «Нью-Йорк Ред Буллз»
- Победитель регулярного чемпионата MLS: 2013

 «Хьюстон Динамо»
- Обладатель Открытого кубка США: 2018

## Статистика выступлений
| Выступление            | Выступление      | Выступление      | Лига | Лига | Плей-офф | Плей-офф | Кубок | Кубок | ЛЧ КОНКАКАФ | ЛЧ КОНКАКАФ | Итого | Итого |
| Клуб                   | Лига             | Сезон            | Игры | Голы | Игры     | Голы     | Игры  | Голы  | Игры        | Голы        | Игры  | Голы  |
| ---------------------- | ---------------- | ---------------- | ---- | ---- | -------- | -------- | ----- | ----- | ----------- | ----------- | ----- | ----- |
| Даллас                 | MLS              | 2010             | 17   | 2    | 2        | 0        | 1     | 0     | —           | —           | 20    | 2     |
| Даллас                 | MLS              | 2011             | 22   | 0    | —        | —        | 2     | 0     | 3           | 0           | 27    | 0     |
| Даллас                 | Итого            | Итого            | 39   | 2    | 2        | 0        | 3     | 0     | 3           | 0           | 47    | 2     |
| Портленд Тимберс       | MLS              | 2011             | 6    | 0    | —        | —        | —     | —     | —           | —           | 6     | 0     |
| Портленд Тимберс       | MLS              | 2012             | 24   | 0    | —        | —        | 1     | 0     | —           | —           | 25    | 0     |
| Портленд Тимберс       | Итого            | Итого            | 30   | 0    | —        | —        | 1     | 0     | —           | —           | 31    | 0     |
| Нью-Йорк Ред Буллз     | MLS              | 2013             | 34   | 4    | 2        | 1        | 2     | 0     | —           | —           | 38    | 5     |
| Нью-Йорк Ред Буллз     | MLS              | 2014             | 34   | 2    | 5        | 0        | 1     | 0     | 3           | 0           | 43    | 2     |
| Нью-Йорк Ред Буллз     | Итого            | Итого            | 68   | 6    | 7        | 1        | 3     | 0     | 3           | 0           | 81    | 7     |
| Монреаль Импакт        | MLS              | 2015             | 20   | 0    | 0        | 0        | 3     | 0     | 0           | 0           | 23    | 0     |
| Монреаль Импакт        | MLS              | 2016             | 12   | 0    | —        | —        | 2     | 0     | —           | —           | 14    | 0     |
| Монреаль Импакт        | Итого            | Итого            | 32   | 0    | 0        | 0        | 5     | 0     | 0           | 0           | 37    | 0     |
| Монреаль               | USL              | 2015             | 1    | 0    | —        | —        | —     | —     | —           | —           | 1     | 0     |
| Монреаль               | Итого            | Итого            | 1    | 0    | —        | —        | —     | —     | —           | —           | 1     | 0     |
| Хьюстон Динамо         | MLS              | 2016             | 10   | 0    | —        | —        | —     | —     | —           | —           | 10    | 0     |
| Хьюстон Динамо         | MLS              | 2017             | 12   | 0    | 5        | 0        | 0     | 0     | —           | —           | 17    | 0     |
| Хьюстон Динамо         | MLS              | 2018             | 21   | 1    | —        | —        | 2     | 0     | —           | —           | 23    | 1     |
| Хьюстон Динамо         | Итого            | Итого            | 43   | 1    | 5        | 0        | 2     | 0     | —           | —           | 50    | 1     |
| Рио-Гранде Валли Торос | USL              | 2017             | 1    | 0    | —        | —        | —     | —     | —           | —           | 1     | 0     |
| Рио-Гранде Валли Торос | Итого            | Итого            | 1    | 0    | —        | —        | —     | —     | —           | —           | 1     | 0     |
| Цинциннати             | MLS              | 2019             | 6    | 0    | —        | —        | 2     | 0     | —           | —           | 8     | 0     |
| Цинциннати             | Итого            | Итого            | 6    | 0    | —        | —        | 2     | 0     | —           | —           | 8     | 0     |
| Даллас                 | MLS              | 2019             | 0    | 0    | 0        | 0        | —     | —     | —           | —           | 0     | 0     |
| Даллас                 | Итого            | Итого            | 0    | 0    | 0        | 0        | —     | —     | —           | —           | 0     | 0     |
| Всего за карьеру       | Всего за карьеру | Всего за карьеру | 220  | 9    | 14       | 1        | 16    | 0     | 6           | 0           | 256   | 10    |